# Sagittaire (bateau)
Pour les articles homonymes, voir Sagittaire.
Le Sagittaire (indicatif visuel M650) est un chasseur de mines de classe Tripartite de la Marine française. 

## Construction et missions
Le Sagittaire est construit entre 1993 et 1995 pour une admission au service actif en 1996. Sa ville marraine est Concarneau.
Ses missions sont « la détection, la localisation, la classification, l'identification puis la destruction ou neutralisation des mines par fonds de 10 à 80 mètres, le guidage des convois sous menace de mines et la pénétration sous la mer, la recherche d'épaves ».

## Carrière opérationnelle
En 2007 le Sagittaire effectue une mission accompagné du Persée et du bâtiment de soutien Loire en océan indien et dans le golfe persique. La mission d´une durée de cinq mois permet une coopération internationale avec des exercices au Pakistan et à Bahreïn.
En 2009, accompagné du Pégase et du Thétis, ils participent à un exercice de dépollution en mer baltique. Son équipage contremine 25 mines sur les 27 identifiées en dix jours et établit un record de pétardements de la composante guerre des mines française. Le Pégase en contremine également 23 pour 25 identifiées. 
Il participe en avril 2019, avec L'Aigle et un détachement du groupe plongeurs démineurs de la Manche, à l'exercice de guerre des mines franco-émirien « East Dolphin 19 » au large des côtes des Émirats arabes unis.